# 亞歷山大科普特正教會
亞歷山大科普特正教會（羅馬化：Ti.eklyseya en.remenkimi en.orthodoxos，直译：「埃及正教會」，羅馬化：al-Kanīsa al-Qibṭiyya al-ʾUrṯūḏuksiyya），又稱亞歷山大科普特正教宗主教區，簡稱科普特正教會，是在埃及最具規模的基督教教會，屬於東方正統教會的一支。
自公元451年迦克墩公會議以來，一直因教义独特而与其他教會有所區別，在基督論神學方面採取另外的立場，這與當時仍然是合一的東正教會和天主教會不同。在神學上嚴重分歧而導致的分裂至今仍然是一項爭論，而且高度地嚴格依循這項教導。他們主要強調在基督論上的神人二性在同一位格中的統合，但在其論點中否認該說法是在支持基督一性論。但也需要说明，科普特正教会接受三位一体教义，同样将亞流派、聂斯托留派等视为异端。
教會建立的基礎是根植在埃及与埃塞俄比亚，但在世界各地也擁有大批信众。埃及的科普特人主要属于此教派；科普特正教的教会语言为科普特语（由古埃及语演变而来）。由该教会还分出了两个自治教会，分别为埃塞俄比亚正教会与之后的厄立特里亚正教会。现任亞歷山大教宗为塔瓦德羅斯二世。

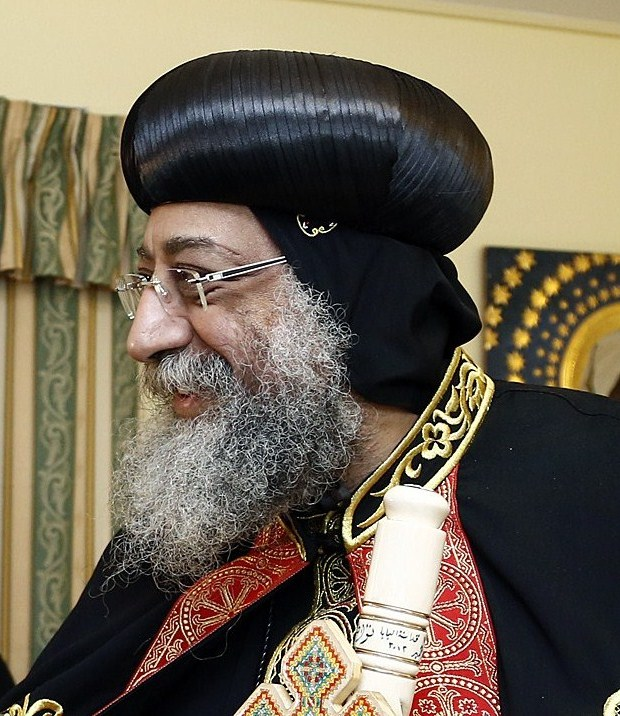
塔瓦德羅斯二世。亚历山大教宗、使徒圣马可圣座之上的全非洲牧首、圣史、圣使徒、殉道者马可的继承人。伟大的亚历山大圣使徒宗座。

2019年1月7日儒略历圣诞夜，科普特教会的救主聖誕主教座堂（Cathedral of Nativity）于开罗东部揭幕，该教堂为埃及乃至全中东最大的教堂，埃及总统塞西和亚历山大教宗塔瓦德羅斯二世一同参加了揭幕仪式。

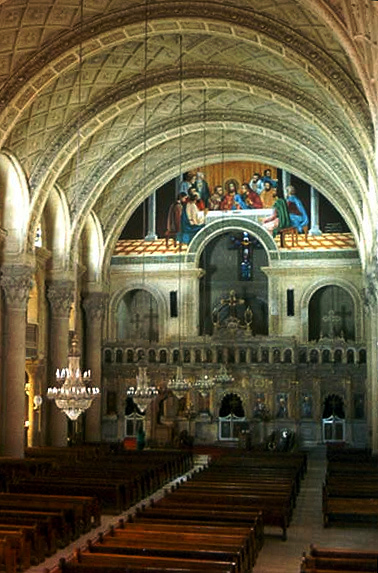
位於亞歷山卓的科普特正教會聖馬爾谷主教座堂

## 外部連結
- 科普特教會 Coptic Church （页面存档备份，存于） （繁體中文）
- 科普特正教會 來港設立分會 （页面存档备份，存于） （繁體中文）
- 科普特教會在港成立 - 香港自由派基督教留言版 （繁體中文）
- IS連環炸埃及教堂　增至47死137傷 （页面存档备份，存于） （繁體中文）
- The Official Site of the Coptic Orthodox Pope
- Coptic Orthodox Electronic Publishing, has various e-books and resources covering many areas and topics
- A simple, summarised investigation of Coptic Orthodoxy
- DeaconTube – A video sharing website for Coptic Orthodox deacons containing videos, articles, books, audio and other useful material
- More Information on the Coptic Church, its Beliefs, Practices, and Liturgical Life（页面存档备份，存于）
- Downloadable Coptic hymns, chants, songs, liturgies, live webcasts, and forum （页面存档备份，存于）
- HisVine - Coptic Orthodox Church Directory for Australia （页面存档备份，存于）
- St. Mina (Menas) Coptic Orthodox Monastery in Mariut, near Alexandria, Egypt （页面存档备份，存于）
- Coptic Church History at www.St-Takla.org （页面存档备份，存于）
- CoptNet – The Christian Coptic Orthodox Church Of Egypt（页面存档备份，存于）
- History of the Patriarchs of the Coptic Church of Alexandria – to 849 A.D.（页面存档备份，存于）
- Agpeya: Coptic Book of Hours （页面存档备份，存于） – also see Canonical hours
- Severus of Al'Ashmunein (=Hermopolis), History of the Patriarchs of the Coptic church of Alexandria
- Article on Coptic Orthodox Church by Ronald Roberson on CNEWA website （页面存档备份，存于）
- （法文） Coptipedia.com （页面存档备份，存于）
- （法文） France-copte.net
- Common Declaration of Pope Paul VI and Pope Alexandria Shenouda III, 1973（页面存档备份，存于）